# Wrigley’s Spearmint
Wrigley’s Spearmint — марка жевательной резинки Wrigley’s. Компания Wrigley запустила этот бренд в 1893 году и продает жвачку как свой классический бренд, хотя бренд компании Juicy Fruit существует на рынке чуть дольше. Как следует из названия, жевательная резинка ароматизирована мятой.
Жвачка первоначально продавалась бесплатно с покупкой пищевой соды. Она стала настолько популярной, что в конце концов стала продаваться отдельно как желаемый товар.
В 2004 году вновь запустили производство в Соединенных Штатах и Соединенном Королевстве под лозунгом «Ещё лучше, ещё дольше». Другая рекламная кампания гласила: «Одни называют это копьём, другие — стрелой». Копье/стрела были постоянными в рекламе бренда, как и мотив листьев мяты.
Жвачка была традиционно серо-бежевого цвета, почти такого же цвета, как Juicy Fruit и Doublemint. Недавно жвачка была окрашена в зеленый цвет.